# Liste des évêques de Tôlagnaro
Liste des évêques de Tôlagnaro
(Dioecesis Tolagnarensis)
Le vicariat apostolique de Madagascar Sud est créé le 16 janvier 1896, par détachement de celui de Madagascar.
Il change de dénomination le 20 mai 1913 pour devenir le vicariat apostolique de Fort-Dauphin.
Ce dernier est érigé en évêché le 14 septembre 1955.
Il change de dénomination le 23 novembre 1989 pour devenir l'évêché de Tôlagnaro.

## Sont vicaires apostoliques
- 16 janvier 1896-† 8 janvier 1933 : Jean-Jacques Crouzet, vicaire apostolique de Madagascar Sud, puis de Fort-Dauphin (20 mai 1913).
- 8 janvier 1933-octobre 1952 : Antonio Sévat, vicaire apostolique de Fort-Dauphin.
- 4 mars 1953-14 septembre 1955 : Alphonse Fresnel (Alphonse Marie Victor Fresnel), vicaire apostolique de Fort-Dauphin.

## Sont évêques
- 14 septembre 1955-26 septembre 1968 : Alphonse Fresnel (Alphonse Marie Victor Fresnel), promu évêque de Fort-Dauphin.
- 26 septembre 1968-24 avril 2001 : Jean Zévaco (Jean Pierre Dominique Zévaco), évêque de Fort-Dauphin, puis de Tôlagnaro (23 novembre 1989).
- depuis le 24 avril 2001 : Vincent Rakotozafy

## Sources
- L'Annuaire Pontifical, sur le site http://www.catholic-hierarchy.org, à la page